# Шкробот Леонід Володимирович
Леонід Володимирович Шкробот — український лікар-онкохірург вищої категорії, науковець, громадський діяч. Доктор медичних наук (2014), професор (2015). Кавалер ордена «За заслуги» III ступеня (2021), заслужений лікар України (2016). Син Володимира Шкробота.

## Життєпис
Від 2013 — головний лікар Тернопільського обласного клінічного онкологічного диспансеру.
Від 2015 — професор катедри онкології, променевої діагностики і терапії та радіаційної медицини Тернопільського національного медичного університету імені І. Я. Горбачевського.

## Нагороди
- орден «За заслуги» III ступеня (22 січня 2021) — за значний особистий внесок у державне будівництво, зміцнення національної безпеки, соціально-економічний, науково-технічний, культурно-освітній розвиток Української держави, вагомі трудові досягнення, багаторічну сумлінну працю[3];
- заслужений лікар України (22 серпня 2016) — за значний особистий внесок у державне будівництво, соціально-економічний, науково-технічний, культурно-освітній розвиток України, вагомі трудові здобутки та високий професіоналізм[4][5];
- орден Архистратига Михаїла (2022)[6];
- лауреат конкурсу «Людина року-2022» на Тернопільщині[7].